# 普里珀特
普里珀特（德語：Priepert）是德国梅克伦堡-前波美拉尼亚州的市镇，隶属于梅克伦堡湖区县。总面积为22.58平方千米，截至2023年12月31日总人口为308人。